# تاديس تولا
تاديس تولا (من مواليد 31 أكتوبر 1987 من أديس أبابا ) عداء إثيوبي متخصص في المسافات الطويلة. مثل إثيوبيا على مستوى بطولة العالم في سباق الضاحية.
أول ظهور رياضي بارز له كان في عام 2006، عندما ساعد الفريق الاثيوبي للحصول على الميدالية البرونزية في سباق الناشئين في عام 2006 في بطولة العالم للعدو الريفي. حصل على الميدالية الفضية في ألعاب أفريقيا في 10,000 متر وركض في بطولة العالم 2007 م.
وقد ركز بشكل كبير على سباقات الطرق منذ عام 2008، وسجل فوزا في نصف ماراثون مدينة نيويورك وسان سيلفستر فاسيلانا. فاز بالماراثون لأول مرة في ماراثون شيكاغو في عام 2009 وفاز في بالمركز الثاني في ماراثون باريس. وحصل على الميدالية البرونزية في سباق الماراثون في بطولة العالم لألعاب القوى عام 2013.